# Hélène Rousseaux
Hélène Rousseaux, född 25 september 1991, är en professionell volleybollspelare från Belgien. Sedan hösten 2021 spelar hon klubblagsvolleyboll för PTT SK i turkiska Sultanlar Ligi. På landslagsnivå representerar hon Belgiens damlandslag i volleyboll. Hélène Rousseauxs position är vänsterspiker, och i klubblaget spelar hon med nummer 10 på tröjan. Hon är syster till den belgiske landslagsspelaren i volleyboll Tomas Rousseaux och hennes pappa Emile Rousseaux är förbundskapten för Frankrikes damlandslag (sedan 2018).

## Klubblagskarriär
Vilvoorde (2008-2009)

 Voléro Zürich (2009-2011)

 Budowlani Łódź (2011-2012)

 Muszyna (2012-2013)

 LJ Modena (2013-2015)

 AGIL Volley (2015-2016)

 Busto Arsizio (2016)

 Beşiktaş JK (2016-2017)

 KS Developres Rzeszów (2017-2019)

 Nilüfer BSK (2019-2020)

 Suwon Hyundai Engineering & Construction Hillstate (2020-2021)

 PTT SK (2021-)